# Xeromelissa wilmattae
Xeromelissa wilmattae là một loài Hymenoptera trong họ Colletidae. Loài này được Cockerell mô tả khoa học năm 1926.